# 100 Things to Do Before High School
100 Things to Do Before High School là chương trình sitcom dành cho trẻ em chiếu trên Nickelodeon và được tạo bởi Scott Fellows. Ngôi sao của chương trình gồm Isabela Moner, Jaheem Toombs, Owen Joyner, và Jack De Sena. Tại Việt Nam, bộ phim được phát sóng dưới tên 100 điều cần làm trước trung học.

## Cốt truyện
Ba người bạn thân muốn làm những điều tuyệt vời nhất ở hai năm cuối cấp trung học bằng cách làm một danh sách 100 điều cần làm trước khi vào đại học. Cùng với danh sách và cố vấn, họ đã vượt qua những điều gặp phải tại trường học.

## Diễn viên và nhân vật

### Chính
- Fenwick Frazier (Jaheem King Toombs)
- Christian "Crispo" Powers (Owen Joyner)
- Jack Roberts (Jack De Sena)

### Phụ
- Ronbie Martin (Max Ehrich)
- Mr. Martin (Henry Dittman)
- Mrs. Martin (Stephanie Escajeda)
- Mindy Minus (Brady Reiter)
- Mr. Bored (Raajeev Aggerwhil)
- Hiệu trưởng Hader (Lisa Arch)

## Sản xuất
Chương trình chiếu lần đầu vào ngày 11 tháng 11 năm 2014, với tập phim dài một tiếng pilot. Sau đó, lịch chiếu được sắp xếp lại và chiếu vào ngày 6 tháng 6 năm 2015, đến tập thứ 3, sau khi chiếu xong tập 2 vào ngày 30 tháng 5 năm 2015, được xem như là "tập phim tham khảo". Phần 1 gồm 25 tập.